# Фобия (фильм, 2008)
«Фобия» — тайский фильм ужасов 2008 года, состоящий из четырёх частей, снятых четырьмя режиссёрами. Сюжет каждой их частей так или иначе связан с призраками и соприкосновением мира живых с миром умерших.
В оригинале фильм имеет название «Четыре перекрёстка» (тайск. สี่แพร่ง). Распространено также написание названия 4bia, указывающее на четыре составные части фильма.
Премьера фильма состоялась 25 апреля 2008 года. В октябре 2008 года он был показан на кинофестивале «After Dark» в Торонто, в январе 2009 года на Международном кинофестивале в Роттердаме.
Продолжением фильма стала «Фобия 2» из пяти частей, вышедшая в 2009 году.

## Сюжет

### «Одиночество»
Девушка со сломанной ногой скучает дома одна. Она переписывается по мобильному телефону с друзьями, и вдруг ей приходит смс от незнакомца, который тоже хочет поговорить. Он пишет, что один уже почти сто дней, на что девушка отвечает, что тоже уже месяца три находится дома на лечении после аварии на такси. Днём героиня пытается позвонить по этому номеру, но тот недоступен; однако ночью переписка продолжается. В интернете девушка видит сообщение о том, что около ста дней назад погиб молодой человек, в гроб которому был положен мобильный телефон. Постепенно девушку охватывает страх, к тому же следующей ночью её собеседник говорит, что он неподалёку и сейчас зайдёт к ней. В доме гаснет огонь, девушка в ужасе освещает пространство вокруг при помощи телефона. Появляется призрак молодого парня, и девушка выпадает из окна и разбивается. Оказывается, что с ней говорил призрак парня, сто дней назад бросившегося под машину, в которой ехала девушка. Её лицо было последним, что он увидел перед смертью.

### «Талисман смерти»
Группа школьников издевается над парнем из той же школы по имени Нгит, и однажды выбрасывают его из машины на полном ходу. На следующий день, когда они обсуждают в школе, остался ли Нгит жив, тот появляется с книгой в руках. Посмотрев в книгу, одна из девушек в компании падает на острый штырь и погибает. Сам Нгит, будто испугавшись кого-то, выпадает из окна и тоже гибнет. Один из группы вспоминает, что однажды застал Нгита, колдующим над книгой и как будто насылавшим проклятие на того, кто взглянет на рисунок. Постепенно обидчики Нгита гибнут, увидев картинку из его книги. Последняя девушка попадает в полицию, где остаётся одна в комнате. Там её обступают призраки, заставляющие посмотреть в книгу и присоединиться к ним. Чтобы не поддаться им, девушка вырывает себе глаза.

### «Посредник»
Четверо парней путешествуют по джунглям. Ночью в палатке они рассказывают страшные истории о призраках, которые приходят к путникам. На следующий день друзья сплавляются на лодке по бурной реке, и лодка переворачивается. Из воды выбираются трое. Четвёртый приходит к ним ночью в палатку, причём остальные трое подозревают, что он может быть мертвецом. Пытаясь всю ночь убежать от мертвеца, друзья оказываются на берегу реки и видят четыре своих трупа. Они понимают, что, как и в конце фильмов «Шестое чувство» и «Другие», они уже умерли, хотя не осознавали этого.

### «Рейс 224»
Стюардессу Пим вызывают на долгий ночной рейс, в котором будет единственная пассажирка — София, жена принца. Ранее София с мужем летала тем же рейсом, и также с Пим, однако с тех пор принц расстался с женой и теперь она одна. Принцесса ведёт себя холодно, роняет на Пим чашку горячего кофе и говорит ей, что женщин, изменяющих с чужими мужьями, ждёт страшная смерть. Вскоре после прилёта принцесса умирает, и обратно самолёт везёт её тело, завёрнутое в саван. Весь обратный путь Пим преследует призрак принцессы, и в итоге по возвращении рядом с телом Софии находят мёртвую Пим.

## Съёмочная группа

### «Одиночество»
- Режиссёр: Йонгьют Тхонгконгтун
- Сценарист: Йонгьют Тхонгконгтун

### «Талисман смерти»
- Режиссёр: Павин Пурикитпанья
- Сценаристы: Павин Пурикитпанья, Ванриди Понгситтисак, Аморнтхеп Сукуманонт, Эакасит Тхаиратана

### «Посредник»
- Режиссёр: Банджонг Писантханакун
- Сценарист: Банджонг Писантханакун

### «Рейс 224»
- Режиссёр: Паркпум Вонгпум
- Сценаристы: Паркпум Вонгпум, Сопон Сукдаписит

## В ролях

### «Одиночество»
- Манират Кхам-уан — Пин
- Вирот Нгаоумпханпхаитун — Тон

### «Талисман смерти»
- Витават Синглампонг — Диав
- Апинья Сакулджароенсук — Пинк
- Чон Вачананон — Йо
- Шинданаи Каноксритхаворн — Балл
- Ноттапон Бунпракоб — Тут
- Тирапон Паньяюттакарн — Эйс
- Наттапол Похпхай — Нгит

### «Посредник»
- Наттапонг Чартпонг — Тер
- Кантапат Пермпунпатчарасук — Аэй
- Понгсаторн Джонгвилак — Пхуеак
- Виват Конграсри — Шин

### «Рейс 224»
- Лайла Буньясак — Пим
- Нада Лесонган — Принцесса София

## Награды и номинации
- 2008 — Кинофестиваль «After Dark» в Торонто — третий приз за лучший художественный фильм.
- 2009 — Национальная ассоциация кино Таиланда — приз за лучший монтаж (Тхаммарат Суметсупачок, Суравут Тунгкхарак, Павин Пурикитпанья, Виджа Коджев).

## Дополнительные факты
- Между четырьмя частями фильмов имеются пересечения. Например, парень-призрак из первой части — сын принцессы Софии, а приятель главной героини — один из участников похода в джунглях (из третьей части). В четвёртой части вторая стюардесса, напарница Пим, не смогла выйти на рейс, потому что её брат погиб во время водного похода (из третьей части).